# Darryl Hickman
Darryl Gerard Hickman (Hollywood, 28 luglio 1931 – Montecito, 22 maggio 2024) è stato un attore e insegnante statunitense, noto soprattutto per le sue interpretazioni come attore bambino negli anni Quaranta.

## Biografia
Nato a Hollywood da una famiglia non legata al mondo dello spettacolo, il piccolo Darryl si fece subito notare per il suo carattere estroverso e all'età di 4 anni cominciò a frequentare una scuola professionale, The Meglin  School for Kiddies, dove imparò a cantare, ballare e recitare. Alla fine degli anni Trenta Darryl debuttò al cinema in ruoli non accreditati ne Il prigioniero di Zenda (1937) e Un vagabondo alla corte di Francia (1938). Colpito dalla sua interpretazione nel film The Star Maker (1939), Bing Crosby lo raccomandò all'attenzione del fratello e agente teatrale Everett Crosby. Nel 1940 la Twentieth Century Fox offrì a Darryl il ruolo di Winfield Joad, il più giovane membro della famiglia di migranti nel film Furore, tratto dal celebre romanzo di John Steinbeck, con Henry Fonda e la regia di John Ford. Il successo di critica e di pubblico del film fece di Hickman uno degli attori bambini più richiesti del periodo, in film come Men of Boys Town (1941), Mob Town (1941), Keeper of the Flame (1942), e Lo strano amore di Marta Ivers (1946). 
Anche suo fratello minore Dwayne Hickman, nato nel 1934, debuttò al suo fianco in Captain Eddie (1945) ma nella sua carriera di attore bambino non andrà oltre qualche piccola parte e una lunga serie di ruoli non accreditati.
Darryl continuò a interpretare parti di adolescente in Domani saranno uomini (1948) e The Happy Years (1950) ma il passaggio all'età adulta, dopo un'infanzia trascorsa sempre sotto le luci dei riflettori, si rivelò difficile. Nel 1951 abbandonò le scene per ritirarsi, sia pure per breve tempo, in seminario. 
Dal 1953 tornò alla carriera attoriale, al cinema con il film Tè e simpatia (1956), alla televisione e quindi in teatro a Broadway con la pièce How to Succeed in Business Without Really Trying (1963). Al contrario del fratello, che proprio da adulto raccolse i maggiori successi, Darryl non eguagliò la fama avuta da bambino. Si dedicò all'attività di sceneggiatore (The Loretta Young Show, 1961) e negli anni Settanta di produttore per la televisione (per la serie Love of Life). Dopo un lungo periodo di inattività, tornò occasionalmente a interpretare ruoli in film come Quinto potere (1976), e prestando la sua voce a numerose serie televisive d'animazione come Space Stars (1981), Pac-Man (1983), The Biskitts (1983), Pole Position (1984). Si affermò come stimato insegnante di recitazione, pubblicando anche un importante libro di tecnica attoriale, The Unconscious Actor: Out of Control, In Full Command (2007).

## Vita personale
Si sposò nel 1959 con l'attrice Pamela Lincoln, da lui conosciuta sul set di The Tingler (1959). La coppia ebbe due figli e divorziò nel 1982. Si risposò con Lynda Farmer. Era cognato dell'attrice Joan Roberts, che nel 1983 sposò il fratello Dwayne Hickman.

## Riconoscimenti
- Young Hollywood Hall of Fame[4]

## Filmografia parziale

### Cinema
- Il prigioniero di Zenda, regia di John Cromwell (1937) - non accreditato
- Un vagabondo alla corte di Francia (If I Were King), regia di Frank Lloyd (1938) - non accreditato
- The Star Maker, regia di Roy Del Ruth (1939)
- Furore (Grapes of Wrath), regia di John Huston (1940)
- The Way of All Flesh, regia di Louis King (1940)
- Untamed, regia di George Archainbaud (1940)
- Non siamo più bambini (Young People), regia di Allan Dwan (1940)
- L'orma rossa (Sign of the Wolf), regia di Howard Bretherton (1941)
- Gli uomini della città dei ragazzi (Men of Boys Town), regia di Norman Taurog (1941)
- Mob Town, regia di William Nigh (1941)
- Glamour Boy, regia di Ralph Murphy (1941)
- Joe Smith, American, regia di Richard Thorpe (1942)
- Young America, regia di Louis King (1942)
- Jackass Mail, regia di Norman Z. McLeod (1942)
- Northwest Rangers, regia di Joseph M. Newman (1942)
- Prigioniera di un segreto (Keeper of the Flame), regia di George Cukor (1942)
- La commedia umana (The Human Comedy), regia di Joseph M. Newman (1943)
- Assignment in Brittany, regia di Jack Conway (1943)
- Henry Aldrich, Boy Scout, regia di Hugh Bennett (1943)
- Song of Russia, regia di Gregory Ratoff (1944)
- Il grande silenzio (And Now Tomorrow), regia di Irving Pichel (1944) - non accreditato
- La corsa della morte (Salty O'Rourke), regia di Raoul Walsh (1945)
- Captain Eddie, regia di Lloyd Bacon (1943)
- Rapsodia in blu (Rhapsody in Blue), regia di Irving Rapper (1945)
- Non parlare, baciami (Kiss and Tell), regia di Richard Wallace (1945)
- Femmina folle (Leave Her to Heaven), regia di John M. Stahl (1945)
- I forzati del mare (Two Years Before the Mast), regia di John Farrow (1946)
- Minorenni pericolosi (Boys' Ranch), regia di Roy Rowland (1946)
- Lo strano amore di Marta Ivers (The Strange Love of Martha Ivers), regia di Lewis Milestone (1946)
- The Devil on Wheels, regia di Crane Wilbur (1947)
- Sangue indiano (Black Gold), regia di Phil Karlson (1947)
- Dangerous Years, regia di Arthur Pierson (1947)
- The Sainted Sisters, regia di William D. Russell (1948)
- Domani saranno uomini (Fighting Father Dunne), regia di Ted Tetzlaff (1948)
- Big Town Scandal, regia di William C. Thomas (1948)
- Bella e bugiarda (A Kiss for Corliss), regia di Richard Wallace (1949)
- The Happy Years, regia di William A. Wellman (1950)
- Squali d'acciaio (Submarine Command), regia di John Farrow (1951)
- Destinazione Mongolia (Destination Gobi), regia di Robert Wise (1953)
- L'isola nel cielo (Island in the Sky), regia di William A. Wellman (1953)
- Il mare dei vascelli perduti (Sea of Lost Ships), regia di Joseph Kane (1953)
- I pionieri della California (Southwest Passage), regia di Ray Nazarro (1954)
- Prisoner of War, regia di Andrew Marton (1954)
- Ricochet Romance, regia di Charles Lamont (1954)
- Un napoletano nel Far West (Many Rivers to Cross), regia di Roy Rowland (1955)
- Tè e simpatia (Tea and Sympathy), regia di Vincente Minnelli (1956)
- Lo sceriffo di ferro (The Iron Sheriff), regia di Sidney Salkow (1957)
- The Persuader, regia di Dick Ross (1957)
- Il mostro di sangue (The Tingler), regia di William Castle (1959)
- Quinto potere (Network), regia di Sidney Lumet (1976)
- Troppo belle per vivere (Looker), regia di Michael Crichton (1981)
- Pelle di sbirro  (Sharky's Machine), regia di Burt Reynolds (1981)

### Televisione
- Il cavaliere solitario (The Lone Ranger) – serie TV, 2 episodi (1951-1953)
- Waterfront – serie TV, un episodio (1954)
- Avventure in elicottero (Whirlybirds) – serie TV, 2 episodi (1957)
- Le leggendarie imprese di Wyatt Earp (The Life and Legend of Wyatt Earp) – serie TV, un episodio (1957)
- Men of Annapolis – serie TV, 3 episodi (1957)
- Panico (Panic!) – serie TV, episodio 1x17 (1957)
- Perry Mason – serie TV, un episodio (1957)
- Alfred Hitchcock presenta (Alfred Hitchcock Presents) – serie TV, episodio 3x04 (1957)
- Climax! – serie TV, episodio 4x04 (1957)
- Playhouse 90 – serie TV, 2 episodi (1957-1958)
- Pursuit – serie TV, episodio 1x11 (1958)
- General Electric Theater – serie TV, episodio 6x18 (1958)
- Westinghouse Desilu Playhouse – serie TV, episodio 1x06 (1958)
- Gunsmoke – serie TV, 2 episodi (1959)
- Tales of Wells Fargo – serie TV, episodio 3x38 (1959)
- Ricercato vivo o morto (Wanted: Dead or Alive) – serie TV, episodio 1x18 (1959)
- L'uomo e la sfida (The Man and the Challenge) – serie TV, episodio 1x29 (1960)
- I detectives (The Detectives) – serie TV, episodio 1x31 (1960)
- June Allyson Show (The DuPont Show with June Allyson) – serie TV, episodio 1x18 (1960)
- The Americans – serie TV, 13 episodi (1961)
- Gli uomini della prateria (Rawhide) – serie TV, 2 episodi (1961-1962)
- Vacation Playhouse – serie TV, episodi 1x08-2x01-4x01 (1963-1966)
- Space Stars – serie TV d'animazione (1981) - voce
- I Biskitts (The Biskitts) – serie TV d'animazione (1983-1984) - voce
- Pole Position – serie TV d'animazione (1984) - voce
- Baywatch – serie TV, un episodio (1996)
- La tata (The Nanny) – serie TV, 4 episodi (1997-1999)